# آنکارا آرنا
آنکارا آرنا (ترکی استانبولی: Ankara Spor Salonu) ورزشگاه سرپوشیده‌ای که در آنکارا، ترکیه قرار دارد و در ماه آوریل سال ۲۰۱۰ افتتاح شده است. گنجایش سالن ۱۰۴۰۰ نفری است و مسابقات مهمی مانند جام جهانی ووشو، جام جهانی بسکتبال، قهرمانی والیبال اروپا، انتخابی المپیک و بسکتبال قهرمانی جهان هم در آن برگزار شده است.